# Kommunalvalg i Fanø Kommune 2021
Kommunalvalget i Fanø Kommune 2021 afholdtes som del af Kommunal- og regionsrådsvalg 2021 tirsdag d. 16. november 2021. Der skulle vælges 11 medlemmer af byrådet, hvilket betød, at der skulle 6 mandater til at danne flertal. Valget afholdtes i 2 afstemningsområder svarende til de gamle sognekommuner på øen. Den siddende borgmester Sofie Valbjørn fra Alternativet genopstillede ikke til valget i 2021, hvorfor der skulle vælges ny borgmester på øen. Tidligere borgmester Erik Nørreby fra Venstre var en af bejlerne til borgmesterposten efter han og Venstre i 2017 pegede på Valbjørn som borgmester.
Mange af byrådsmedlemmerne i perioden 2018-2021 ønskede som Sofie Valbjørn ikke at genopstille grundet en vanskelig byrådsperiode i Fanø Byråd, herunder Kristine Kaas Krog fra Fanø Lokalliste, der efter lange forhandlinger efter sidste valg var udset til at blive borgmester på øen. Forud for valget var der lagt op til en debat om, hvorvidt Fanø Kommune skal lægges sammen med Esbjerg Kommune grundet stigende krav til kommunerne og udgifter til ældreplejen.
Umiddelbart efter valget blev Frank Jensen fra Radikale Venstre konstitueret som ny borgmester, efter at Radikale Venstre som nyopstillet liste på Fanø havde vundet 28,9% af stemmerne.

## Opstillede partier
I Fanø Kommune er der tradition for samarbejde mellem partier, der ikke samarbejder landspolitisk. Det sås blandt andet af valgforbundet indgået mellem Socialdemokratiet, Fanø Lokalliste og Venstre. Der var desuden indgået valgteknisk samarbejde mellem Det Konservative Folkeparti og Dansk Folkeparti samt mellem Radikale Venstre, Enhedslisten og Alternativet.
- Socialdemokratiet (A) stillede op med Johan Brink Jensen som spidskandidat.
- Radikale Venstre (B) stillede op med Frank Jensen som spidskandidat.[8] Radikale Venstre stillede senest op på Fanø i 2009, men fik ikke nogen valgt ind.
- Konservative Folkeparti (C) stillede op med Christian Lorentzen som spidskandidat.[2]
- Socialistisk Folkeparti (F) stillede op med Karen Jeppesen som spidskadidat.[9]
- Fanø Lokalliste (L) stillede op med Henning Kjærgaard, der overtog Kristine Kaas Krogs plads i byrådet i april 2021,[10] som spidskandidat.[11]
- Dansk Folkeparti (O) stillede op med Willy Morgenstern som spidskandidat.[12]
- Venstre stillede op med Erik Nørreby som spidskandidat.[2]
- Enhedslisten stillede op med Lasse Harder Schousboe som spidskandidat.
- Alternativet (Å) stillede op med Benjamin Strand Andersen som spidskandidat.[13]

## Resultater
| Liste | Parti                       | Spidskandidat            | %    | % +/- | Mandater | Mandater +/- |
| ----- | --------------------------- | ------------------------ | ---- | ----- | -------- | ------------ |
| A     | Socialdemokratiet           | Johan Brink Jensen       | 8,2  | -3,7  | 1        | 0            |
| B     | Radikale Venstre            | Frank Jensen             | 28,9 | +28,9 | 4        | +4           |
| C     | Det Konservative Folkeparti | Christian Lorenzen       | 21,6 | +6,7  | 3        | +1           |
| F     | Socialistisk Folkeparti     | Karen Jespersen          | 6,4  | -2,5  | 0        | -1           |
| L     | Fanø Lokalliste             | Henning Kjærgaard        | 2,7  | -14,0 | 0        | -2           |
| O     | Dansk Folkeparti            | Willy Morgenstern        | 1,4  | +1,4  | 0        | 0            |
| V     | Venstre                     | Erik Nørreby             | 18,6 | -5,0  | 2        | -1           |
| Ø     | Enhedslisten                | Lasse Harder Schousboe   | 8,7  | +8,7  | 1        | +1           |
| Å     | Alternativet                | Benjamin Strand Andersen | 3,4  | -4,2  | 0        | -1           |

### Valgte medlemmer af byrådet
| Mandat | Person                 | Parti                       |
| ------ | ---------------------- | --------------------------- |
| 1      | Frank Jensen           | Radikale Venstre            |
| 2      | Erik Nørreby           | Venstre                     |
| 3      | Christian Lorenzen     | Det Konservative Folkeparti |
| 4      | Melissa Gilroy         | Radikale Venstre            |
| 5      | Anders Frey            | Venstre                     |
| 6      | Mille Renée Larsen     | Radikale Venstre            |
| 7      | Niels Fischer-Nielsen  | Det Konservative Folkeparti |
| 8      | Lasse Harder Schousboe | Enhedslisten                |
| 9      | Johan Brink Jensen     | Socialdemokratiet           |
| 10     | Olav Nielsen           | Radikale Venstre            |
| 11     | Kurt Kirkegaard        | Det Konservative Folkeparti |